# Cừu núi xứ Wales

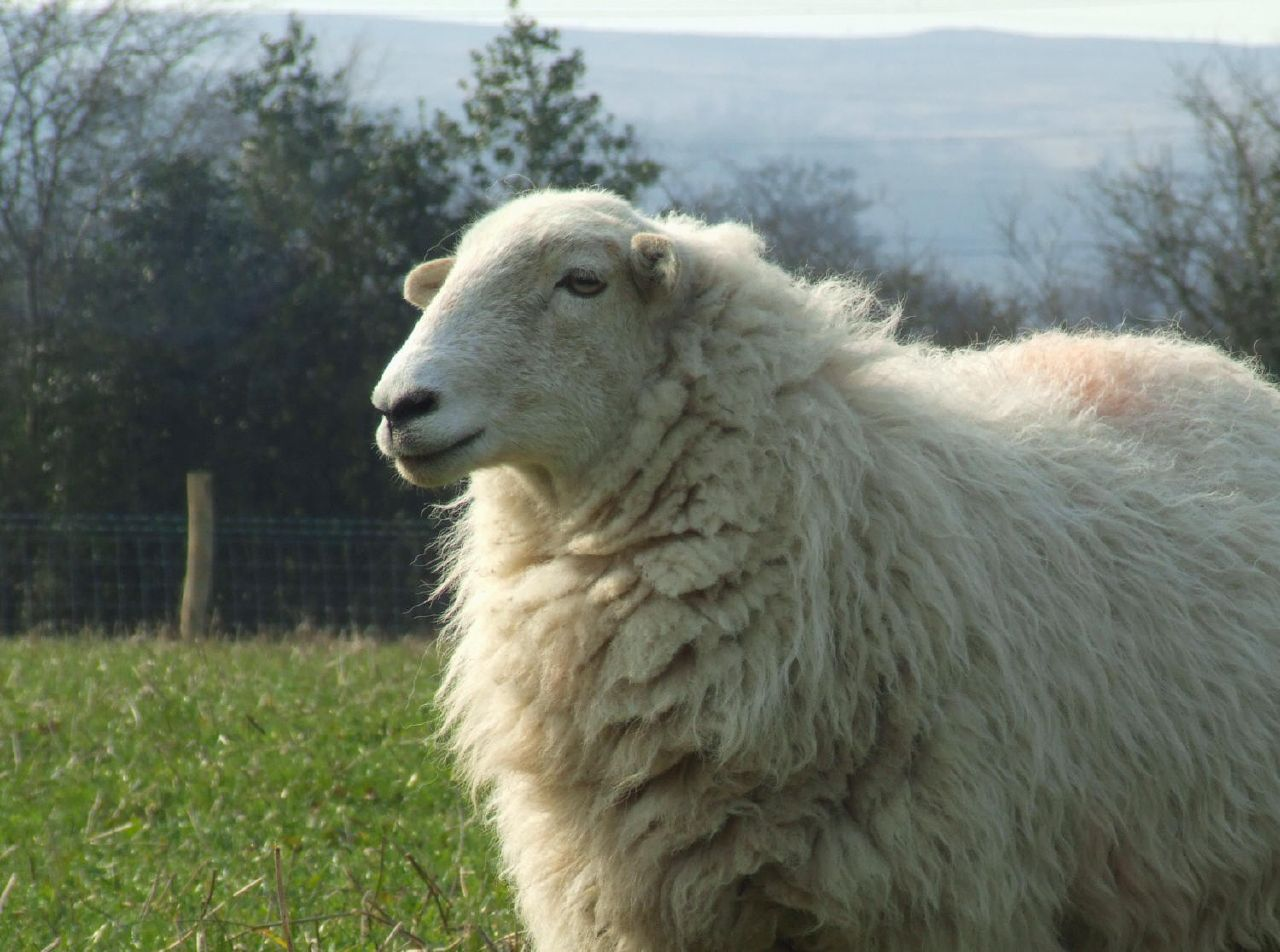
Một con cừu trắng xứ Welsh

Cừu núi xứ Wales hay cừu đồi xứ Wales (tiếng Wales: Defaid/tiếng đơn: "Dafad"; hay còn gọi là Mynydd Cymreig, phát âm là [devaɪd mənɪð kəmrɛɨɡ], tiếng Anh: Welsh Mountain sheep) là một giống cừu có tầm vóc nhỏ, có nguồn gốc từ xứ Wales, tuy là giống cừu nhỏ nhưng chúng là những con cừu mang tính hiếu động cao và chúng có nguồn gốc từ các phần đất cao của núi xứ Wales.
Những con cừu núi xứ Wales là một giống kiêm dụng, sử dụng cho hai mục đích và là nền tảng của ngành công nghiệp chăn nuôi cừu ở xứ Wales. Trong thời Trung cổ những con cừu đã được chủ yếu là được nuôi giữ cho việc thu hoạch len và sữa của chúng, nhưng đến thế kỷ XIX, chúng đã trở nên nổi tiếng ở Anh bởi chất lượng thịt ngon và Nữ hoàng Victoria được cho là đã yêu cầu có các món cừu xứ Wales tại bàn ăn của hoàng gia.

## Đặc điểm
Chúng là những con cừu có tầm vóc vừa, có lông trắng cùng nhiều biến thể, chúng có sự hiếu động, sự chống chịu với khí hậu và thích nghi tốt.

### Bề ngoài
Những con đực có sừng, và con cái thì khuyết sừng (hornless), chúng không có lông trên mặt hoặc chân, và có đuôi dài. Có một số lượng giống, nhân giống cho nuôi cừu ở xứ Wales. Đây thường là những biến thể màu sắc, nhưng một số đang được phát triển như là giống riêng biệt. Những con cừu núi Wales thường là có ngoại hình có màu trắng với một khuôn mặt màu trắng không có lông trên trán hoặc má và chân màu trắng không có lông dưới. Những con cái thì khuyết sừng trong khi những con đực lại có sừng mặc nhù nhiều con đực cũng không có sừng. Các lông cừu dày và dài vừa phải và đuôi thường không có lông.
Trán chúng phẳng, xương mũi lồi ra, chúng có hố nước mắt, mõm của chúng mỏng, môi hoạt động, răng cửa sắc, nhờ đó chúng có thể gặm được cỏ mọc thấp và bứt được những lá thân cây mềm mại, hợp khẩu vị trên cao để ăn. Chúng có thói quen đi kiếm ăn theo bầy đàn, tạo thành nhóm lớn trên đồng cỏ. Trong da chúng có nhiều tuyến mồ hôi và tuyến mỡ hơn dê, chúng bài tiết mồ hôi nhiều hơn và các cơ quan hô hấp tham gia tích cực hơn vào quá trình điều tiết nhiệt. Mô mỡ dưới da của chúng phát triển tốt hơn dê và ngược lại ở các cơ bên trong của chúng có ít tích lũy mỡ hơn dê. 

### Biến thể
Có một số loại của cừu núi xứ Wales, cách đặt tên cho các địa phương của chúng về nguồn gốc hoặc xuất hiện. Các con cừu tiêu chuẩn của giống cừu núi xứ Wales là hoàn toàn có màu lông trắng. Đó là sự đa dạng phổ biến nhất trong các ngọn núi của xứ Wales và đã được xuất khẩu sang các vùng khác của Thế giới.
- Giống cừu núi mặt nâu xứ Wales (Face Wales Mountain Badger hay Defaid Idloes, [devaɪd ɪdlɔɪs]) có hai loại, các con thuộc dòng cừu Torddu ([tɔrðiː], "bụng đen"), đó là có màu trắng với một mặt tối và bụng màu đen, và nòi cừu Torwen ([tɔrwɛn], "bụng trắng"), thì có màu đen với một cái bụng trắng và sọc trắng trên mắt.
- Các con cừu núi Balwen xứ Wales (Wales Mountain Balwen) thì có màu đen (mờ dần sang nâu trong ánh sáng mặt trời và già đi theo tuổi tác) với một mảng trắng trên mặt, vớ trắng trên chân dưới khuỷu chân sau và một cái đuôi phần trắng.
- Giống cừu đen núi xứ Wales (Black Wales Mountain: Defaid Mynydd Duon, [devaɪd mənɪð dɪɔn]) là hoàn toàn đen. Rất nhiều đàn cừu núi trắng xứ Wales có chứa một hoặc hai con cừu đen, còn các con chiên bây giờ cũng giống như nhiều loại màu đen phù hợp.
- Các con cừu núi xứ Wales miền Nam cũng tương tự như những con cừu núi Wales khác, nhưng tầm vóc của chúng là khá lớn. Nó là giống cừu có lớp lông màu trắng, với các đốm nâu trên chân và trên bộ mặt, và một cái cổ có lông sắc nâu.

### Phẩm chất
Người nuôi cho một ưu tiên cao cho độ dẻo dai, khả năng vắt sữa, bản năng làm mẹ và chất lượng và sự sống còn cừu. (Tỷ lệ trừu cái đẻ có thể là 130%, trong đó có thể tăng tới 180% trong điều kiện thuận lợi trên đồng cỏ được cải thiện). Thịt cừu núi xứ Wales có được nhiều chất quý, và xác đã thường giành chiến thắng giải thưởng tại các show như Hoàng gia Smithfield ở London. Các thông số của một con cừu núi xứ Wales thuần chủng thường là trong khoảng 25-35 lb (11–16 kg) trong khi một con cừu từ một phép lai chéo giữa một con cừu Wales và một con cừu đực giống, hoặc một con cừu nuôi trên đất được cải thiện, là lớn hơn khoảng 35-45 lb (16–20 kg).
Các lông cừu chiên núi xứ Wales thay đổi đáng kể trên phạm vi của giống. Đó là những con cừu phía nam xứ Wales lớn chứa một tỷ lệ cao của kemp, trong khi lông cừu của cừu đen Wales là tốt và mềm, chứa rất ít kemp và hấp dẫn để quay tay sợi. Một lông cừu đặc trưng của nhiều loại đen này nặng khoảng 3-4 lb (1,4-1,8 kg) với chiều dài staple của 2-4 trong (5–10 cm). Vào thế kỷ 18, nhà nông học người Anh: Arthur Young mô tả những con cừu núi Wales là "đê hèn nhất của tất cả các loại" và một giám khảo tại một hội chợ nông nghiệp trong những năm 1880 đã mô tả nó như là "một con vật bị bệnh-sanh ra nhỏ bé với chiếc áo khoác xù xì của nó gợi nhớ nhiều lông hơn len".
Con cừu núi Wales rất phù hợp với môi trường khắc nghiệt, trong đó nó sống. Nó là con cừu có tầm vóc nhỏ và chắc chân, có thể chọn di chuyển theo cách của mình trên đá và những hòn đá nhỏ, tìm nơi trú ẩn trong thời tiết mưa bão, và có thể khai thông qua lớp tuyết, chúng có thể leo tường và đẩy thông qua lỗ hổng nhỏ, thực hiện theo cách của mình thông qua các đầm lầy và tìm đủ thức ăn trong đồng cỏ ít ỏi nhất. Ở xứ Wales bản địa của chúng, chúng được nuôi giữ trên những ngọn đồi hay núi mở cửa quanh năm, được làm tròn lên một vài lần mỗi năm, và có thể được đưa xuống đất trong lúc tạm tách đàn để trừu cái đẻ. Hầu hết đàn có nguồn gốc từ cừu nhà đã di chuyển qua những ngọn núi cùng một thế hệ. 

## Chăn nuôi

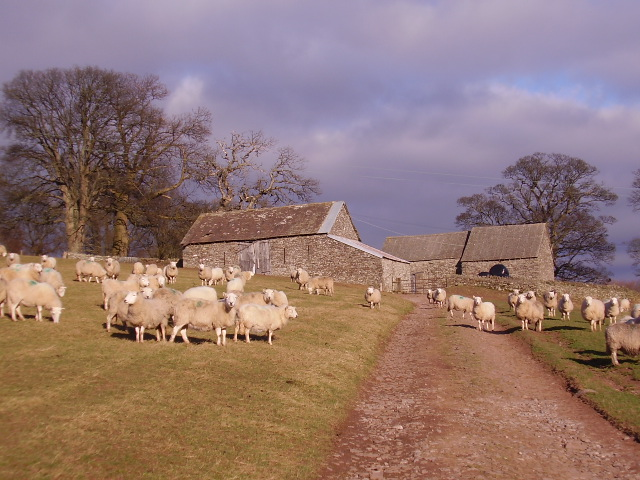
Chăn nuôi cừu tại một nông trại xứ Uyên

Chúng có tính bầy đàn cao nên dễ quản lý, chúng thường đi kiếm ăn theo đàn nên việc chăm sóc và quản lý rất thuận lợi. Chúng cũng là loài dễ nuôi, mau lớn, ít tốn công chăm sóc. So với chăn nuôi bò thì chúng là vật nuôi dễ tính hơn, thức ăn của chúng rất đa dạng, thức ăn của chúng là những loại không cạnh tranh với lương thực của người. Chúng là động vật có vú ăn rất nhiều cỏ. 
Hầu hết chúng gặm cỏ và ăn các loại cỏ khô khác, tránh các phần thực vật có gỗ nhiều. Chúng có chế độ hoạt động ban ngày, ăn từ sáng đến tối, thỉnh thoảng dừng lại để nghỉ ngơi và nhai lại. Đồng cỏ lý tưởng cho chúng như cỏ và cây họ Đậu. Khác với thức ăn gia súc, thức ăn chính của chúng trong mùa đông là cỏ khô.
Chúng là loài ăn tạp, có thể ăn được nhiều loại thức ăn bao gồm thức ăn thô xanh các loại như: rơm cỏ tươi, khô, rau, củ quả bầu bí các loại, phế phụ phẩm công nông nghiệp và các loại thức ăn tinh bổ sung như cám gạo ngũ cốc. Mỗi ngày chúng có thể ăn được một lượng thức ăn 15-20% thể trọng. Chúng cần một lượng thức ăn tính theo vật chất khô bằng 3,5% thể trọng. Với nhu cầu 65% vật chất khô từ thức ăn thô xanh (0,91 kg) và 35% vật chất khô từ thức ăn tinh (0,49 kg). Khi cho chúng ăn loại thức ăn thô xanh chứa 20% vật chất khô và thức ăn tinh chứa 90% vật chất khô.
Nguồn nước uống là nhu cầu cơ bản của chúng. Lượng nước cần cho chúng biến động theo mùa và loại và chất lượng thực phẩm mà chúng tiêu thụ. Khi chúng ăn nhiều trong các tháng đầu tiên và có mưa (kể cả sương, khi chúng ăn vào sáng sớm), chúng cần ít nước hơn. Khi chúng ăn nhiều cỏ khô thì chúng cần nhiều nước. Chúng cũng cần uống nước sạch, và có thể không uống nếu nước có tảo hoặc chất cặn. Trong một số khẩu phần ăn của chúng cũng bao gồm các khoáng chất, hoặc trộn với lượng ít.
Từng có ghi nhận về những con cừu đã ăn nhầm phải cần sa trong một nhà máy bỏ hoang, một bầy cừu trong làng trong lúc đi lang thang ăn cỏ đã ăn nhầm phải cần sa và trở nên phê, ngáo ngơ, trong khi đi lang thang khắp các cánh đồng, bầy cừu đã đi qua khu vực một nhà máy sản xuất cần sa cũ với những bó cần sa không được sử dụng. Những con cừu ngây thơ hoàn toàn không có ý thức về tác hại của cần sa. Khi thấy thứ cỏ lạ, chúng đã ăn ngấu nghiến, sau khi ăn phải thứ cỏ lạ, cả bầy cừu trở nên điên cuồng, ngáo ngơ, chúng lang thang quanh làng, nhảy nhót và gây ra nhiều phiền toái. Chúng không còn là những con cừu hiền lành thông thường mà rất hiếu động, người dân khiếp sợ khi thấy bầy cừu đột nhiên đổi tính. Chúng lao vào vườn tược của người dân và nhảy nhót, phá hoại.

## Chăm sóc
Sau khi cho phối giống 16-17 ngày mà không có biểu hiện động dục lại là có thể cừu đã có chửa, Căn cứ vào ngày phối giống để chuẩn bị đỡ đẻ cho cừu (thời gian mang thai của cừu 146-150 ngày) nhằm hạn chế cừu sơ sinh bị chết; Có thể bồi dưỡng thêm thức ăn tinh và rau cỏ non cho cừu có chửa nhưng tuyệt đối tránh thức ăn hôi mốc; Khi có dấu hiệu sắp đẻ (bầu vú căng, xuống sữa, sụt mông, âm hộ sưng to, dịch nhờn chảy ra, cào bới sàn…) nên nhốt ở chuồng riêng có lót ổ rơm và chăn dắt gần, tránh đồi dốc.
Thông thường cừu mẹ nằm đẻ nhưng cũng có trường hợp đứng đẻ, tốt nhất nên chuẩn bị đỡ đẻ cho cừu; Sau khi đẻ cừu mẹ tự liếm cho con. Tuy nhiên, vẫn phải lấy khăn sạch lau khô cho cừu con, nhất là ở miệng và mũi cho cừu con dễ thở. Lấy chỉ sạch buộc cuống rốn (cách rốn 4–5 cm), cắt cuống rốn cho cừu con và dùng cồn Iod để sát trùng; Giúp cừu con sơ sinh đứng dậy bú sữa đầu càng sớm càng tốt (vì trong sữa đầu có nhiều kháng thể tự nhiên); Đẻ xong cho cừu mẹ uống nước thoải mái (có pha đường 1% hoặc muối 0.5%).
Cừu con trong 10 ngày đầu sau khi đẻ cừu con bú sữa mẹ tự do; Từ 11-21 ngày tuổi cừu con bú mẹ 3 lần/ngày, nên tập cho cừu con ăn thêm thức ăn tinh và cỏ non, ngon; 80-90 ngày tuổi có thể cai sữa. Giai đoạn này phải có cỏ tươi non, ngon cho cừu con để kích thích bộ máy tiêu hóa phát triển (đặc biệt là dạ cỏ) và bù đắp lượng dinh dưỡng thiếu hụt do sữa mẹ cung cấp không đủ; Cừu sinh trưởng và phát triển nhanh, mạnh ở giai đoạn này.
Có một sự kiện hy hữu khi một con ngựa nuôi cừu mồ côi tại xứ Wales thấy con cừu non bú sữa của ngựa lùn cái trên đồi, đây là mối quan hệ kỳ lạ trong một lần cưỡi ngựa lên đồi Hay Bluff thuộc dãy núi Black, nhân chứng tiếp tục chứng kiến sự việc trong khoảng một tuần. Dường như con ngựa lùn đã nhận nuôi cừu non và cho phép cừu bú sữa của nó. Con ngựa cái, thuộc giống ngựa lùn Shetland, đã có một con. Vì thế, việc nó nhận nuôi cừu là điều ngạc nhiên. Thậm chí con ngựa cái còn canh chừng khi con của nó và cừu non ngủ cạnh nhau. Con cừu bắt chước động tác bú của ngựa con. Mặc dù mối quan hệ giữa cừu và ngựa lùn phát triển tốt đẹp, người ta quyết định can thiệp khi cô nhận thấy cả cừu non và ngựa non đều không bú đủ sữa. Ngựa lùn cái không thể cung cấp đủ sữa cho cả hai đứa con. Vì thế hai con của nó không khỏe mạnh.